# Robert Burns Woodward
Robert Burns Woodward (10. dubna 1917 – 8. července 1979) byl americký organický chemik, nositel Nobelovy ceny za chemii za rok 1965, a to za jeho mimořádný přínos umění organické syntézy. Mezi jeho nejdůležitějším počiny patří stanovení molekulární struktury a/nebo syntéza mnoha složitých přírodních sloučenin (např. chinin, cholesterol, strychnin, chlorofyl, vitamin B12). Vedle toho spolu s Roaldem Hoffmannem pracoval na teorii chemické reakce.

## Život
V dětství se projevoval jako zázračné dítě. V roce 1933 začal studovat na Massachusettském technologickém institutu. Brzy však o studium ztratil zájem a odešel. Profesor organické chemie James Flack Norris, vědom si jeho talentu, ho však vypátral, nabídl mu zvláštní studijní režim a Woodward pak za pouhé čtyři roky získal doktorát. Poté, v roce 1937, nastoupil na Illinoiskou univerzitu, ještě téhož roku pak na Harvard. Tam učil až do smrti.